# Redskabsbrug
Redskabsbrug er anvendelse af objekter i en arbejdsopgave, f.eks. til at knuse en nød (med en sten).

## Kognition
Redskabsbrug kræver sædvanligvis en avanceret forståelse for redskabers dynamik.
Hvis f.eks. en gren bliver brugt til at fægte med, kræver det en dynamisk og adaptiv inddragelse af grenen i kropsskemaet, idet grenen midlertidig bliver en slags forlængelse af armen.
Denne avancerede forståelse kræver en vis intelligens, og derfor ses redskabsbrug oftest kun hos højerestående dyr.
Der er en række andre elementer af kognition der anses for vigtige for kompleks redskabsbrug,
såsom øje-håndkoordination, finmotorisk kontrol, årsagsræsonnement, imitering og sprog.

## Redskabsbrug hos fortidsmennesket
De forskellige tidsperioder benævnes ofte efter de dominerende materialer der blev brugt til redskaber (dvs. fundne forarbejdede redskaber): stenalder, bronzealder og jernalder.
Nogle af de ældste forarbejdede stenredskaber er fundet ved Gonafloden i Etiopien. Disse er blevet dateret som 2,5–2,6 millioner år gamle.
Andre gamle fund er fra Hadar.
Vest for Turkana-søen i Kenya er også fundet gamle stenredskaber:
Fra fundstederne Lokalalei 1 og Lokalalei 2C findes dateringer til omkring 2,34 millioner år før vor tid. Denne tidligste fase af forhistorisk tid kaldes Olduwan, og fortidsmennesket Homo habilis var den første type af fortidsmennesket der var i stand til at konstruere redskaber. Men også slægten Australopithecus har sandsynligvis gjort det samme.

## Redskabsbrug hos dyr
Redskabsbrug er observeret hos en lang række dyr: Jane Goodall observerede i 1960 at chimpanser fra Gombe i Tanzania brugte græsstrå til at fiske termitter fra deres bo.
Siden da er chimpanser også observeret i Fongoli og Assirik i Senegal med denne teknik, og man har set chimpanser der brugte en række andre redskaber.
For eksempel kan chimpanser i Ugalla i Tanzania bruge redskaber til at grave efter føde.
Man har endda set chimpanser tilvirke spyd som de kunne bruge til jagt.
Desuden tyder arkæologiske undersøgelser i Panin i Elfenbenskysten på at chimpanser allerede for 4300 år siden kunne behandle sten.
Redskabsbrug hos mere simple aber som f.eks. makakaber er også set.
Individer fra delfin-arten øresvinet bruger svampe i forbindelse med jagt, og visse fugle, f.eks. krager, kan bruge grene som redskaber.
Spættefinken fra Galapagos-øerne bruger kaktustorne til at prikke edderkopper og insektlarver ud af træers bark.
Den nykaledoniske krage kan også konstruere redskaber der passer til opgaven.
Således er en sådan krage filmet i færd med at bøje et stykke wire.
Denne type krage kan også bruge flere forskellige redskaber efter hinanden til at løse en opgave.
Redskabsbrug blandt dyr er mest tilknyttet måder til at få fat i føde, men vildtlevende gorillaer er set i færd med at bruge en gren til at teste vanddybden.
Dyr i fangeskab kan også bruge redskaber.
Chimpansen "Sultan" er blevet observeret af blandt andet professor Wolfgang Köhler i færd med at sætte to bambusrør sammen og bruge redskabet til at nå bananer.